# Musique nomade
Musique Nomade est un organisme sans but lucratif fondé en 2006.

## Description
Musique Nomade œuvre à la reconnaissance des talents et à l'épanouissement des membres des Premières Nations, Inuits et Métis par la musique.

## Histoire
Musique Nomade, initialement nommée La Maison des cultures nomades, est fondée en 2006 par Manon Barbeau. 
Musique Nomade se dévoue essentiellement à la professionnalisation des musiciens et musiciennes autochtones. Basé à Montréal, l’organisme réalise plusieurs spectacles dès 2006. Ces spectacles permettent à de nombreux musiciens-nes autochtones et allochtones de se produire sur scène. Des artistes tels que Samian, Shauit, Loco Locass, Webster (rappeur) et Karim Ouellet y participerons.  Musique Nomade organise également des ateliers de perfectionnement dans divers domaines musicaux ainsi que des activités de mentorat.
À partir de 2011, Musique Nomade prend la route des communautés autochtones. Tout comme le Wapikoni Mobile, le service prend la forme d’un studio ambulant. Celui-ci veut faciliter l’accès aux ressources d’enregistrement pour les musiciens et musiciennes des communautés. Il est accompagné par des équipes de mentors et musiciens-nes professionnels. Les studios de Musique Nomade  prennent ainsi officiellement le relais des studios d’enregistrement musicaux du Wapikoni Mobile.
En 2017, un projet de co-création est mis sur pied en partenariat avec le Wapikoni Mobile dans  le cadre des célébrations du 375e anniversaire de Montréal. Les artistes Shauit, Matiu, Esther Pennell, Laura Niquay et Natasha Kanapé Fontaine y créent cinq chansons originales en duo avec La Bronze, Socalled, Random Recipe, Dramatik et Sunny Duval. En lien avec ces enregistrements musicaux, des vidéoclips sont tournés et diffusés grâce à une flotte de vélos de projection disséminés dans différents quartiers et événements publics à Montréal et en Europe. 
En 2018, la plateforme numérique Musique Nomade est remplacée par la plateforme Nikamowin. Cette plateforme rassemble les musiques et les profils des artistes autochtones du réseau de Musique Nomade et d’ailleurs. La même année, La Maison des cultures nomades prend officiellement le nom de Musique Nomade sous l’impulsion de sa nouvelle directrice artistique Joëlle Robillard. 
En 2019, Musique Nomade participe activement aux travaux menant à la création du nouveau prix Félix Artiste autochtone de l’année au gala de l’ADISQ.
En 2020, Musique Nomade produit le documentaire Remember Your Name présentant la rencontre et la collaboration entre quatre artistes. La rencontre du duo finlandais Vildá, ainsi que de l'artiste métisse et Franco-Manitobaine, Willows et de l'artiste innue, Soleil Launière a mené à la création d'un mini-album.

## Liste des dirigeants
| Identité                    | Période | Période | Durée  |
| Identité                    | Début   | Fin     | Durée  |
| --------------------------- | ------- | ------- | ------ |
| Manon Barbeau (née en 1949) | 2006    | 2022    | 16 ans |
| Joëlle Robillard            | 2022    |         |        |

## Artistes produits
| Artiste                         | Enregistrement         | Année |
| ------------------------------- | ---------------------- | ----- |
| Q052                            | Rez Life               | 2018  |
| Laura Niquay                    | Waratanak              | 2018  |
| Various                         | All My People          | 2018  |
| Cal Johnson                     | Come and Go            | 2018  |
| Q052                            | Qama'si                | 2019  |
| Violent Ground                  | Difference             | 2019  |
| Various                         | Nitehi aimihewin       | 2019  |
| Tee Cloud                       | Four Sacred Colours    | 2019  |
| Kanen                           | Karen Pinette-Fontaine | 2019  |
| Alan Syliboy & The Thundermakes | Signal                 | 2019  |
| Eadsé                           | My Good Friend         | 2020  |
| Anachnid                        | Dreamweaver            | 2020  |
| Soleil Launière, Vilda, Willows | Remember Your Name     | 2020  |
| Laura Niquay                    | Waska Matisiwin        | 2021  |
| Beatrice Deer                   | SHIFTING               | 2021  |
| Raymond Sewell                  | Soul Medicine          | 2021  |
| Various                         | MN on the Road         | 2021  |
| Q052                            | The Storm              | 2022  |
| Q052                            | ImagiNation            | 2022  |
| Q052                            | The Calm               | 2022  |
| MATCITIM (ma-dji-tim)           | MATCITIM (ma-dji-tim)  | 2022  |
| Claude McKenzie                 | Muk(u) uin             | 2022  |
| Dan-Georges McKenzie            | Uitamui                | 2022  |